# Port lotniczy Kilaguni
Port lotniczy Kilaguni (IATA: ILU, ICAO: HKKL) – port lotniczy położony w Kilaguni, w Kenii.

## Linie lotnicze i połączenia
| Linia Lotnicza      | Kierunek                      |
| ------------------- | ----------------------------- |
| Safarilink Aviation | 1. Amboseli 2. Nairobi-Wilson |